# Camelford
Koordinaten: 50° 37′ N, 4° 41′ W
Camelford (kornisch: Ryskammel) ist eine Stadt im ehemaligen Distrikt North Cornwall in der Grafschaft Cornwall in England mit 2256 Einwohnern.

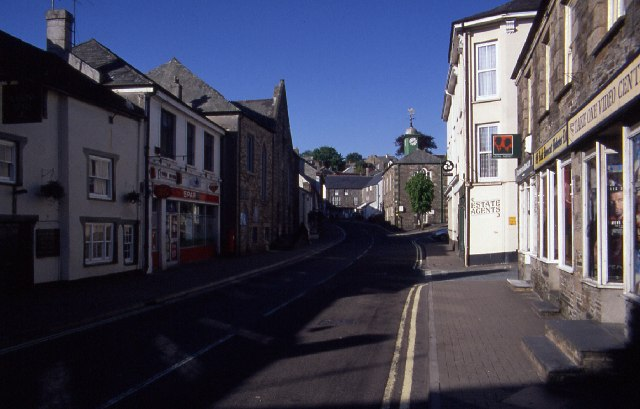
Ortskern

Im Jahr 1988 ereignete sich hier eine der schwersten Trinkwasserverschmutzungen in der Geschichte Großbritanniens, bei der stark ätzende Chemikalien in die Wasserversorgung gerieten. Der Aluminiumsulfatgehalt des Wassers überschritt die zulässigen Grenzwerte in der Folge um das 5000-fache. Nach dem Unfall klagten zahlreiche Anwohner unter anderem über Geschwüre, Hautausschlag und Gedächtnisprobleme. Ein Todesfall im Jahr 2006 hat eine Debatte über Spätfolgen des Unglücks intensiviert.
Camelford ist der Geburtsort des Marineoffiziers Samuel Wallis (1728–1795), der als Entdecker Tahitis gilt.